# Deichrampe

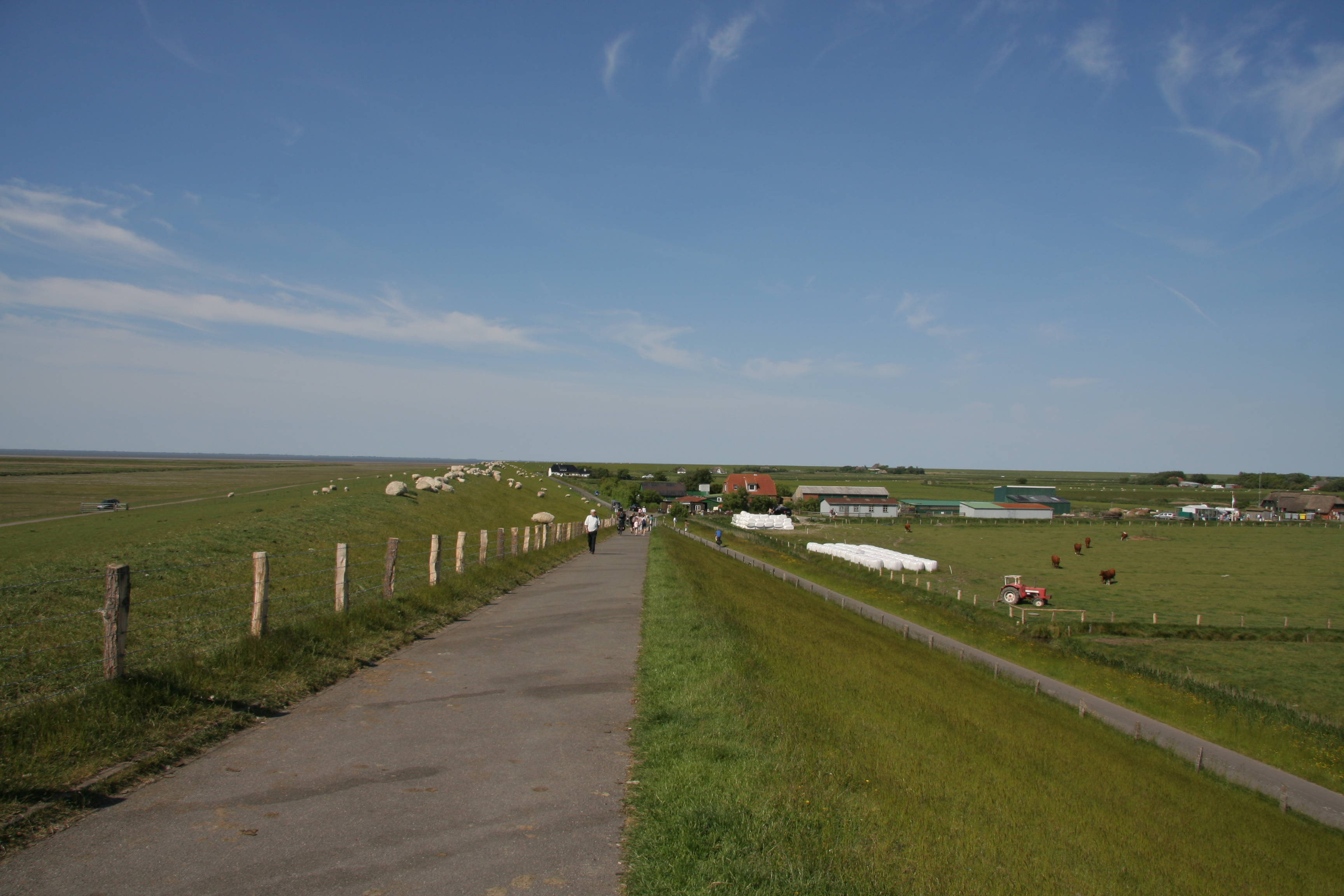
Deichrampe mit Wirtschaftsweg von der Deichkrone aus gesehen

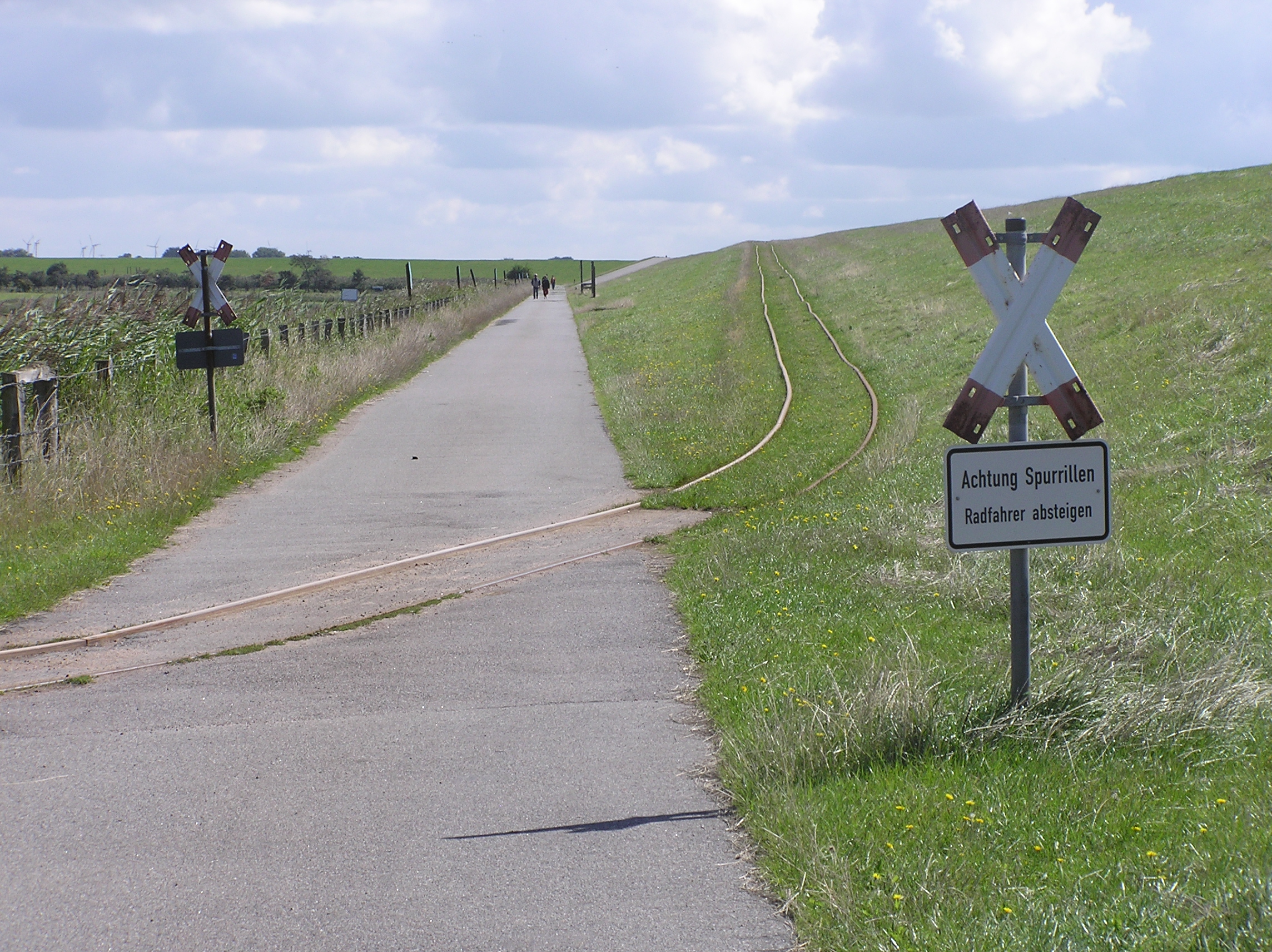
Deichrampe der Halligbahn Dagebüll–Oland–Langeneß

Eine Deichrampe oder Deichtrift bezeichnet den Verbindungsweg über einen Deich zwischen Binnenland und Vorland. Sein Verlauf über die Deichkrone ist nicht rechtwinklig, sondern verläuft unter einem möglichst spitzen Winkel zur Deichachse. Die durch seitliche Anschüttung an der Außen- und Innenseite des Deiches hergestellten Rampen sollten möglichst wenig vor den eigentlichen Deichkörper vorspringen bzw. in den Deichkörper einschneiden.
Die Abmessungen einer Deichrampe richten sich nach der Größe der vorgesehenen Fahrzeuge. Als Wirtschaftsweg sollte die Breite mindestens drei Meter betragen und die Neigung kann im Bereich von 1:8 bis 1:12 liegen.
Im Fall von Sturmflut oder drohender Überströmung des Deichs wird durch Deichrampen die Erreichbarkeit der Deichkrone für Maßnahmen zur Deichverteidigung sichergestellt.

## Einzelnachweis
1. ↑  Deichrampen auf zeno.org, abgerufen am 30. März 2022